# Goût Rothschild

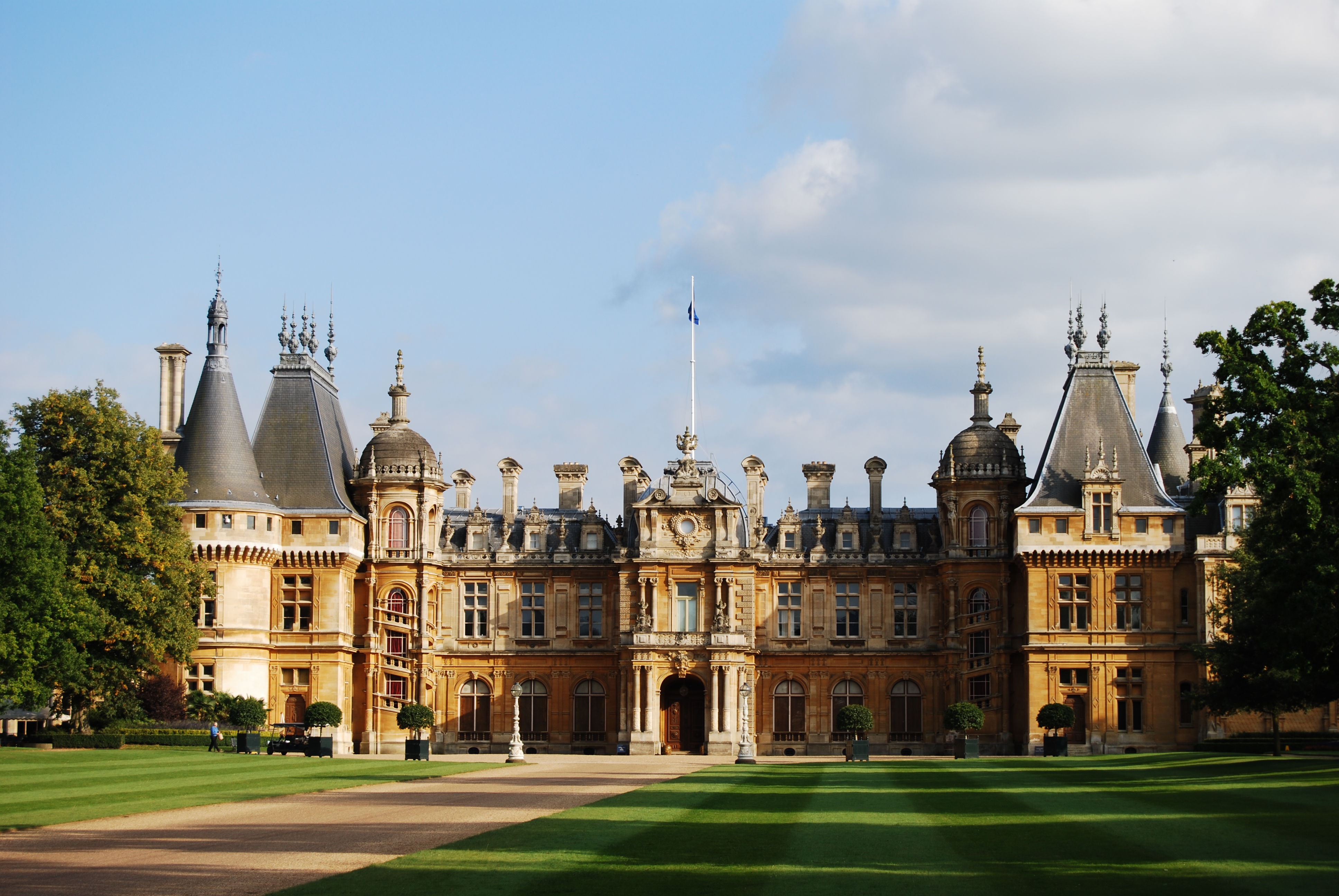
Waddesdon Manor, Buckinghamshire, Inghilterra; costruito tra il 1874 e il 1889.

Il Goût Rothschild, (in italiano Gusto Rothschild) è un elaborato stile di decorazione d'interni che ebbe origine in Francia, Gran Bretagna e Germania durante il diciannovesimo secolo, quando la ricca, famosa e potente famiglia Rothschild era al suo apice. 
L'estetica e lo stile di vita dei Rothschild, in seguito, influenzarono altre famiglie ricche e potenti, come i Vanderbilt, gli Astor e i Rockefeller e divennero segni distintivi della Gilded Age americana.
Aspetti de le goût Rothschild continuarono nel ventesimo secolo, influenzando stilisti come Yves Saint Laurent e designer come Robert Denning.

## Galleria d'immagini

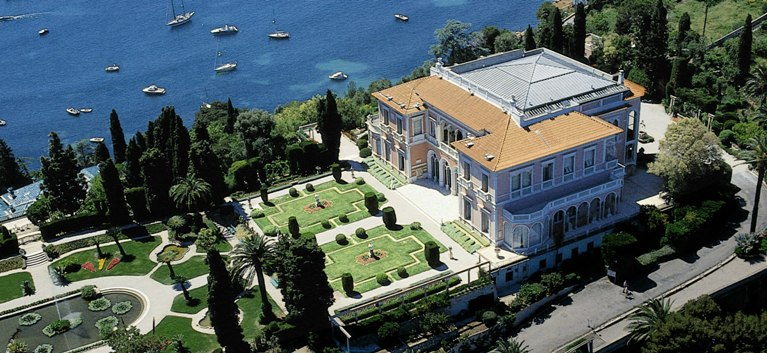
Vista aerea di Villa Ephrussi de Rothschild
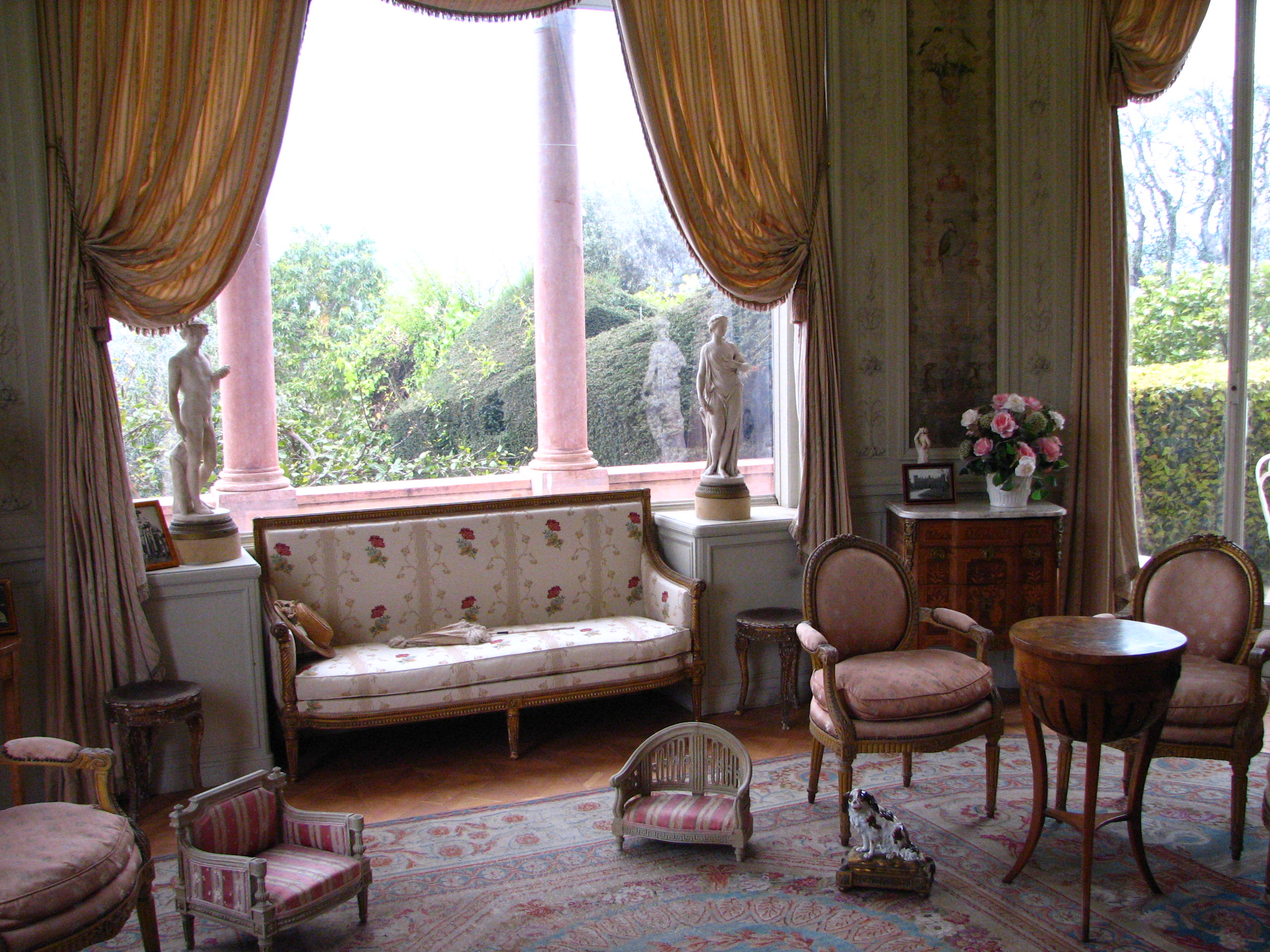
Salotto a "Villa Ephrussi de Rothschild"
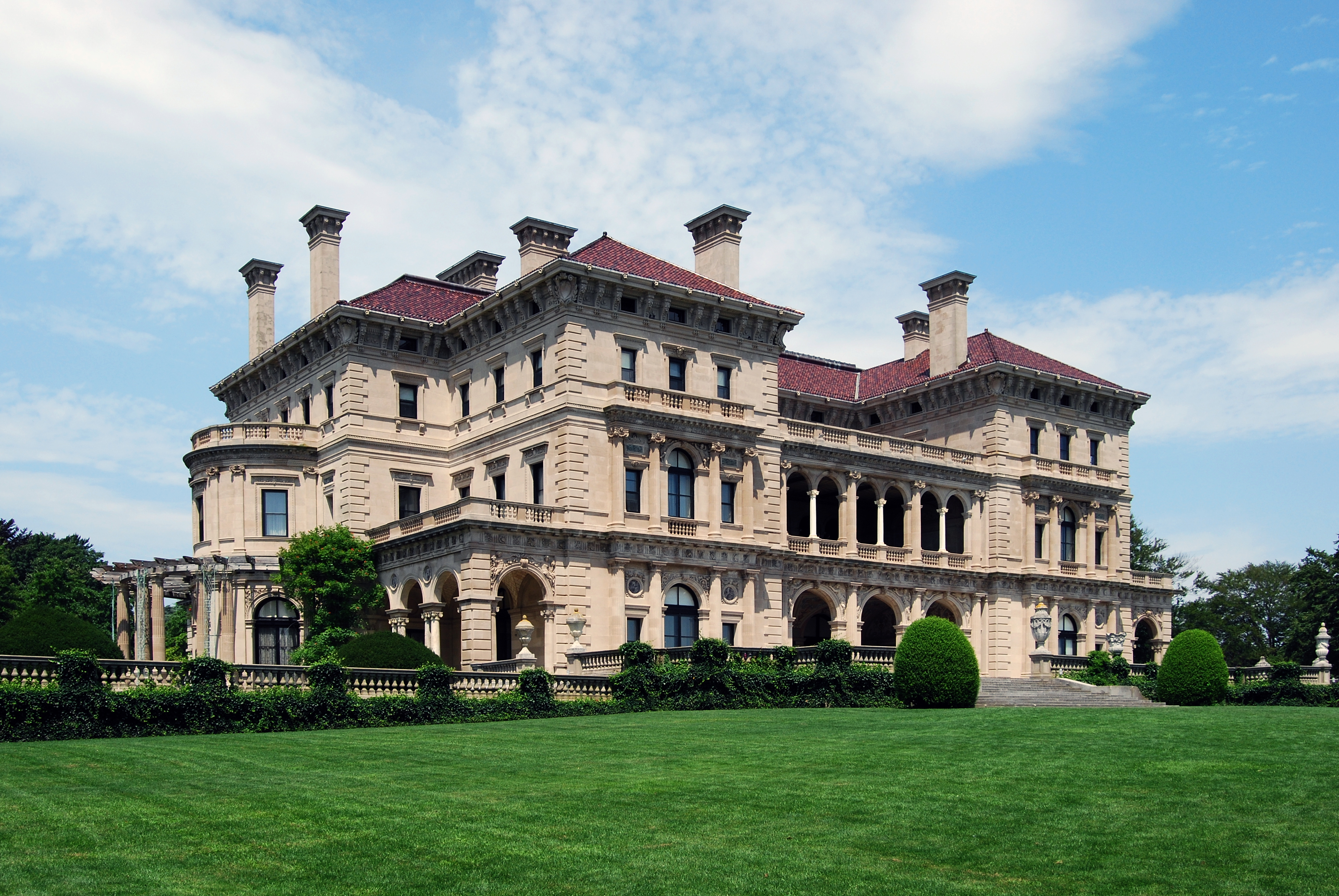
Facciata posteriore di The Breakers di fronte al mare
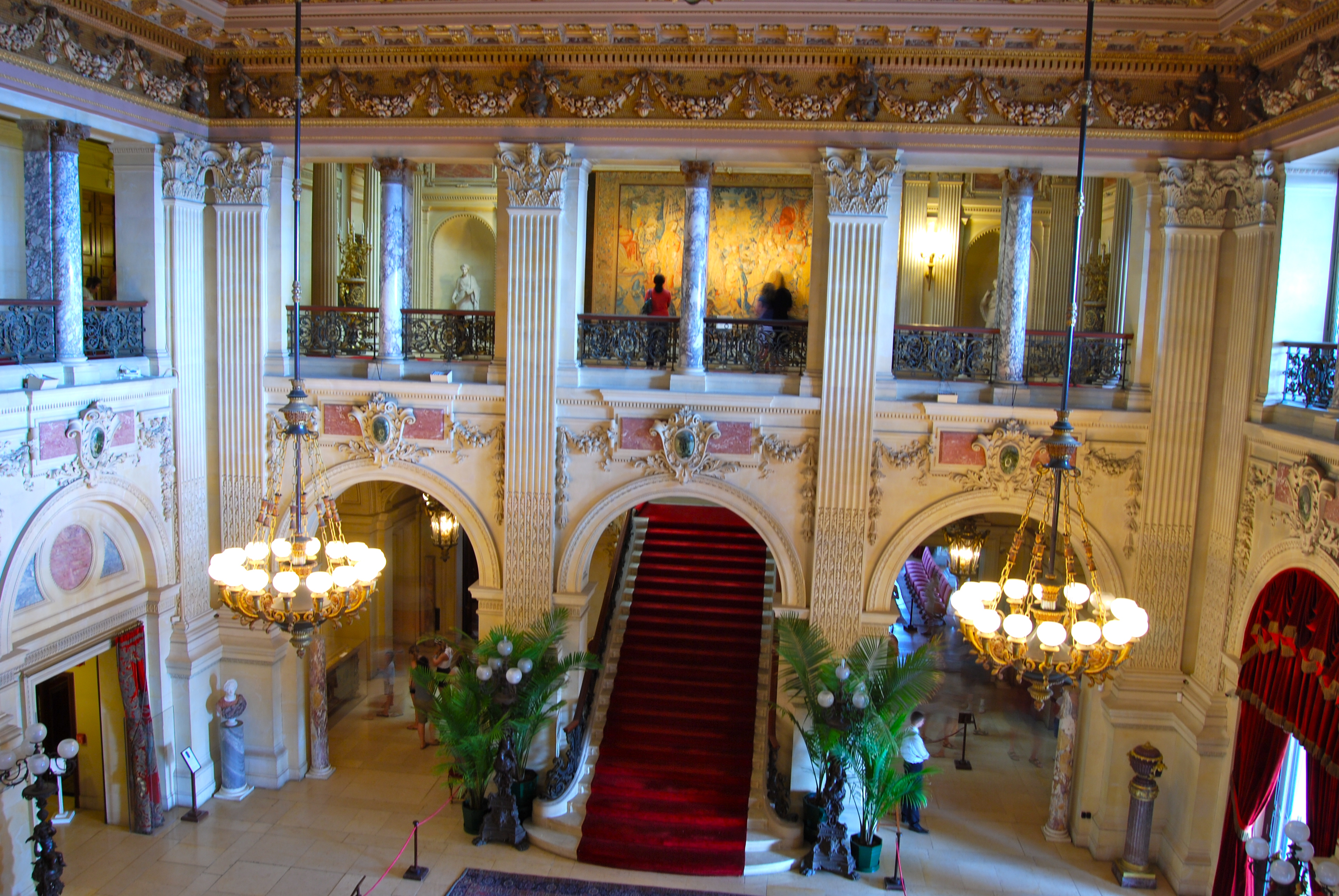
Il salone a "The Breakers"
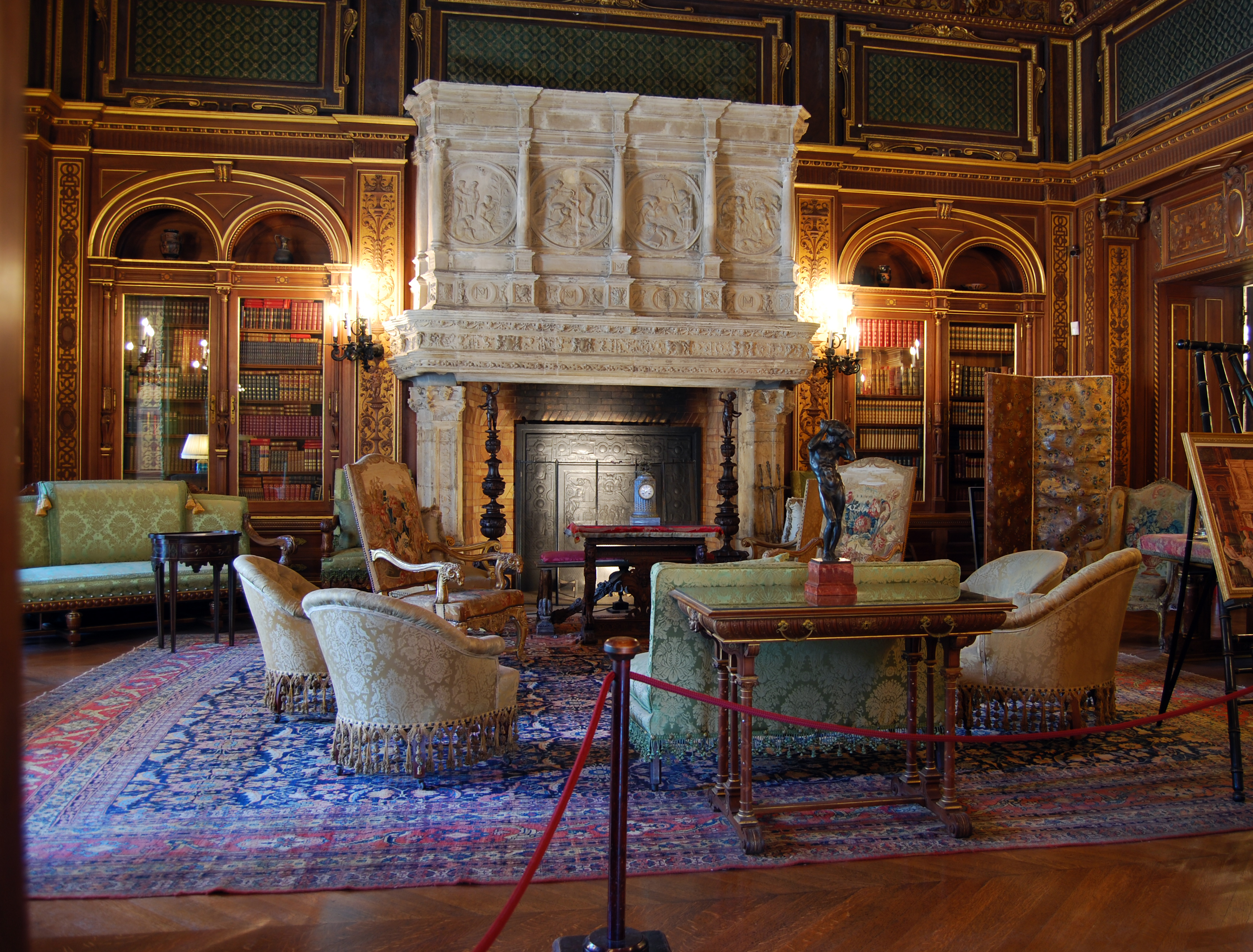
La biblioteca di "The Breakers"
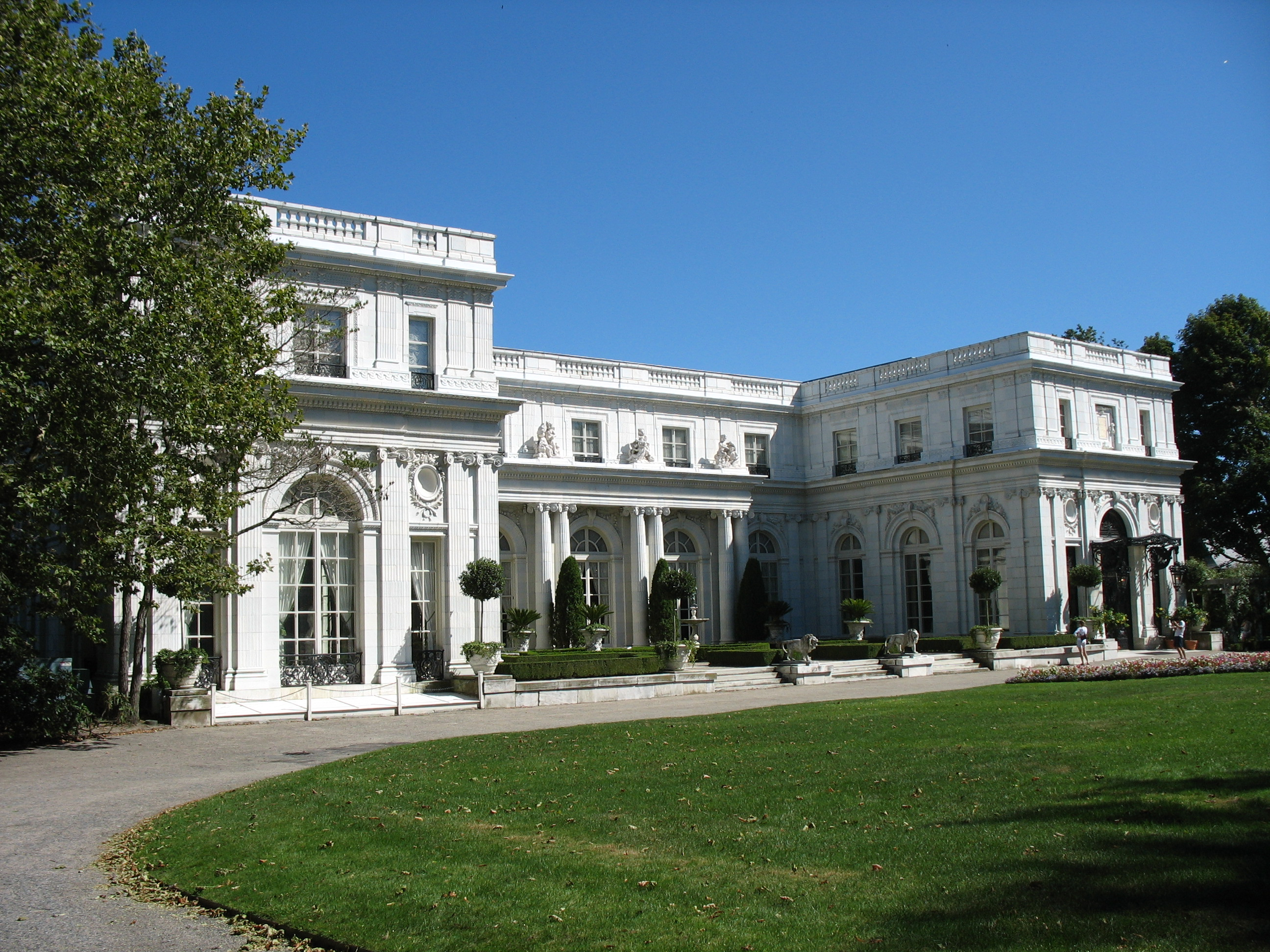
Rosecliff Mansion
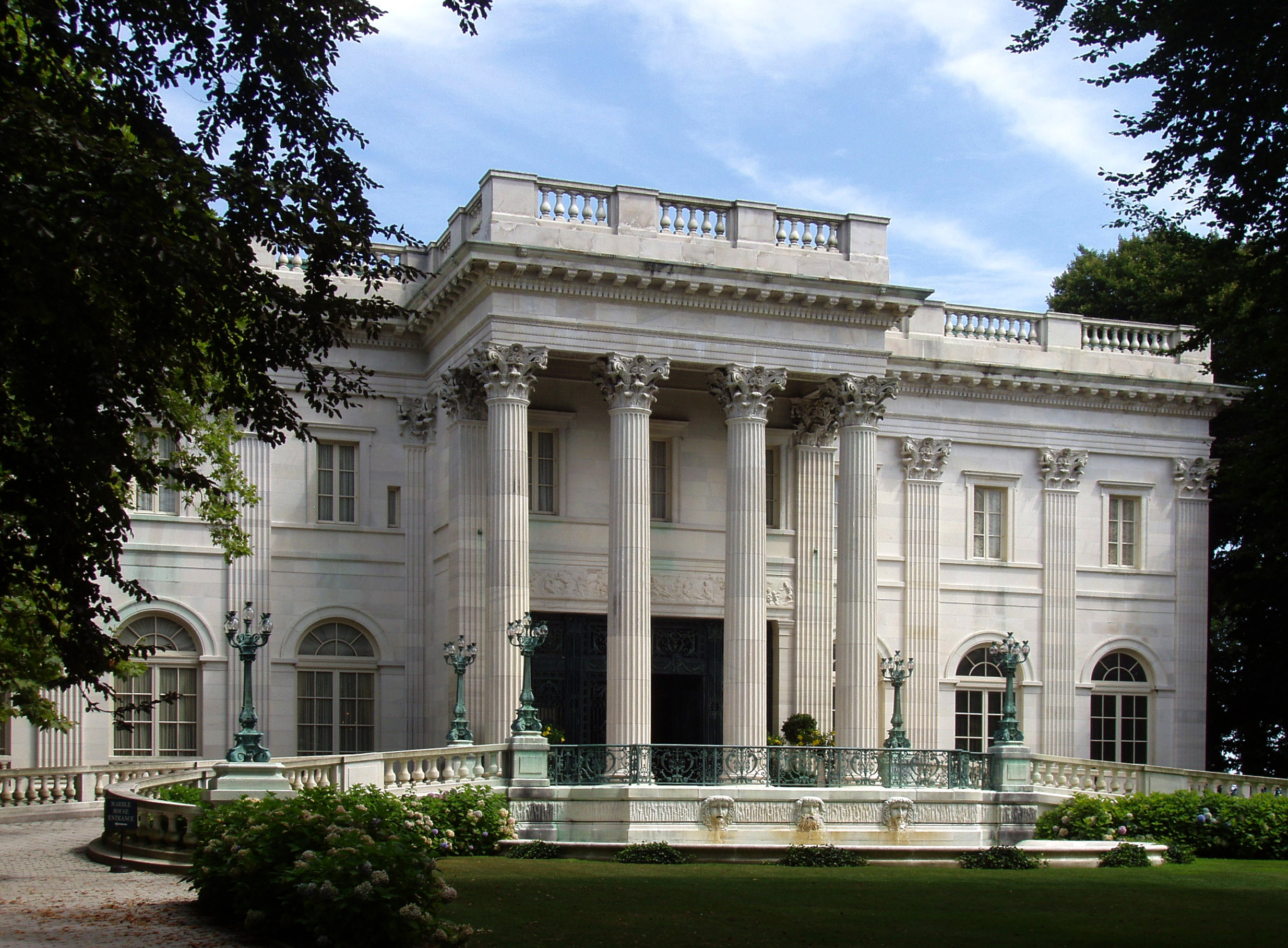
Marble House